# Pauline Moran
| Pauline Moran                             | Pauline Moran                                   |
| Kattints az alábbi külső linkek egyikére! | Kattints az alábbi külső linkek egyikére!       |
| ----------------------------------------- | ----------------------------------------------- |
| Nem található szabad kép.(?)              |                                                 |
| külső link · jogvédett                    | Miss Lemon szerepében a „Poirot” tévésorozatban |

Pauline Moran (Blackpool, Lancashire, 1947. január 1.) angol színésznő, rendezvényszervező, asztrológus. Ismert szerepe Miss Lemon, az Agatha Christie: Poirot  c. televíziós krimisorozatban.

## Élete, pályája
Az Ír-tenger partján fekvő Blackpoolban született. Középfokú tanulmányai után, 1965–1970 között a kanadai és brit tagokból álló női popegyüttesben, a She Trinity-ben  játszott basszusgitárosként. Legismertebb lemezük a He Fought The Law / The Union Station Blues című album, melyet 1966-ban a Columbia Records adott ki (DB7874). Az együttes 1971-ben oszlott fel.
Több színiiskolát kijárt, tanult és dolgozott a pályakezdő színészeket támogató National Youth Theatre alapítvány társulatában is, amely mások mellett pl. Daniel Craig, Derek Jacobi, Daniel Day-Lewis, Helen Mirren indulását is segítette.
Elvégezte a Royal Academy of Dramatic Art színiakadémiát. 1987-től hivatásos asztrológusként is dolgozott. Főleg színpadokon és tévésorozatokban játszott. Játékfilmes szerepei közül említést érdemel Kevin Billington 1981-es The Good Soldier c. filmje, Herbert Wise 1989-es Asszony feketében (Woman in Black) c. thriller – ebben Moran kapta a címszerepet, a névtelen, fekete ruhás, nyugtalanító asszonyt – és Alan Rickman 2014-es kosztümos történelmi játékfilmje, A virág románca (A Little Chaos).
Nemzetközi ismertségét az 1989–2013 között forgatott Agatha Christie: Poirot c. brit televíziós sorozat sikere hozta meg számára, ahol állandó szerepet kapott: Miss Felicity Lemon-t, Hercule Poirot (David Suchet) titkárnőjét alakította, a sorozat 32 epizódjában. Szerepelt még a The Cleopatras c. 1983-as angol televíziós történelmi sorozatban is, III. Bereniké egyiptomi királynő (más néven Kleopátra Bereniké) szerepében.

## Főbb filmszerepei
| - 2014 : A virág románca (Ariane) - 1981 : The Good Soldier (Maisie Maidan) - 1981 : The Trespasser (Helena) - 1989 : Asszony feketében (az asszony feketében) - 2003 : Byron (Mrs. Curtain) | - 1977 : Nicholas Nickleby (Miss Petowker) - 1977 : Odaát / Supernatural (Mary Lawrence) - 1982 : Five-Minute Films (tanárnő, 1 epizód) - 1983 : The Cleopatras (III. Bereniké, 2 epizód) - 1984 : The Prisoner of Zenda (Antoinette de Mauban) - 1988 : The Storyteller (királynő, 1 epizód) - 1989 : Shadow of the Noose (Ruby Ray) - 1989–2013 : Agatha Christie: Poirot (Miss Lemon, 32 epizód) - 1995 : Bugs – A cég hullámhosszán (Juliet Brody) |

## További információ
- Pauline Moran a PORT.hu-n (magyarul)
- Pauline Moran az Internetes Szinkronadatbázisban (magyarul)
- Pauline Moran az Internet Movie Database-ben (angolul)
- Pauline Moran a Rotten Tomatoeson (angolul)
- Pauline Moran az AlloCiné weboldalán (franciául)
- Pauline Moran Profile. Famousfix.com. (Hozzáférés: 2023. január 18.)
- Notice de personne FRBNF14208487. Moran, Pauline. Bibliothèque nationale de France, 2003. március 10. (Hozzáférés: 2017. január 31.) (franciául)